# Aurus Motors
Aurus Motors (ruso: Аурус Моторс) es un fabricante ruso de automóviles de lujo fundado en 2018, originalmente con el único propósito de proveer coches para la caravana presidencial hasta mayo de 2021, cuando la empresa sacó al mercado el Aurus Senat, su primer vehículo civil.

## Nombre
De acuerdo con la empresa, Aurus es una mezcla entre la palabra Aurum ("oro" en latín) y Rus (referente a Rusia).

## Historia

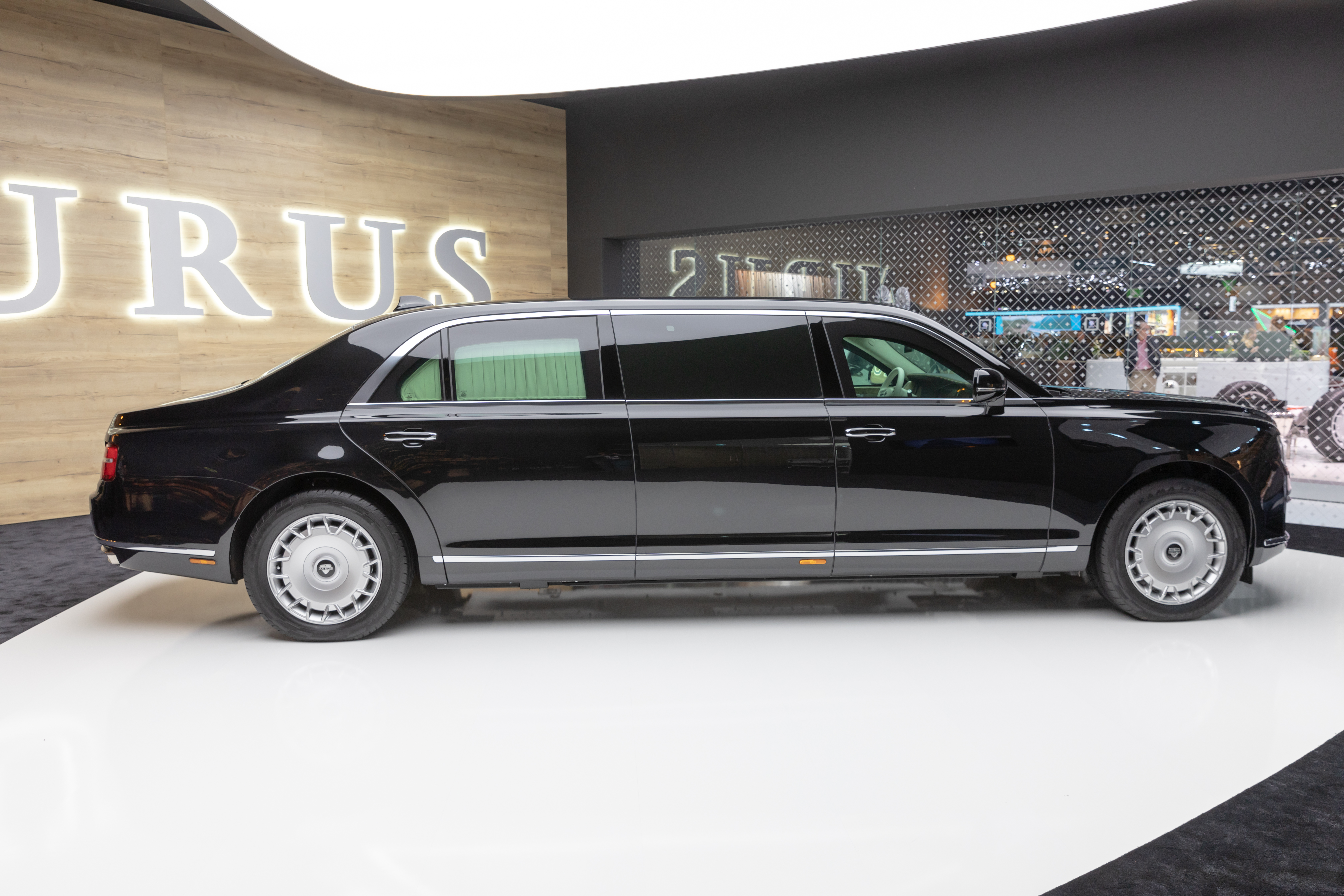
Limusina Aurus Senat en el Salón del Automóvil de Ginebra de 2019.

En 2013, NAMI inició el desarrollo de un nuevo automóvil presidencial para Rusia para reemplazar el Mercedes-Benz S 600 Pullman Guard, que era, en ese entonces, el vehículo del presidente ruso.
En 2018, se presentó el nuevo automóvil presidencial junto con otros vehículos para la caravana presidencial bajo la línea Aurus Kortezh (cortejo o caravana en ruso). Esta línea incluía el Aurus Senat sedán y limusina, la furgoneta Arsenal y el SUV Komendant. Los tres vehículos fueron nombrados en honor a las torres del Kremlin.
El 19 de febrero de 2019, el Ministro de Industria y Comercio de Rusia anunció que la empresa Tawazun Holding con sede en Abu Dabi, Emiratos Árabes Unidos estaría invirtiendo una participación del 36% en Aurus Motors por el precio de USD $124 millones en los siguientes tres años y distribuiría vehículos de Aurus en el Medio Oriente.

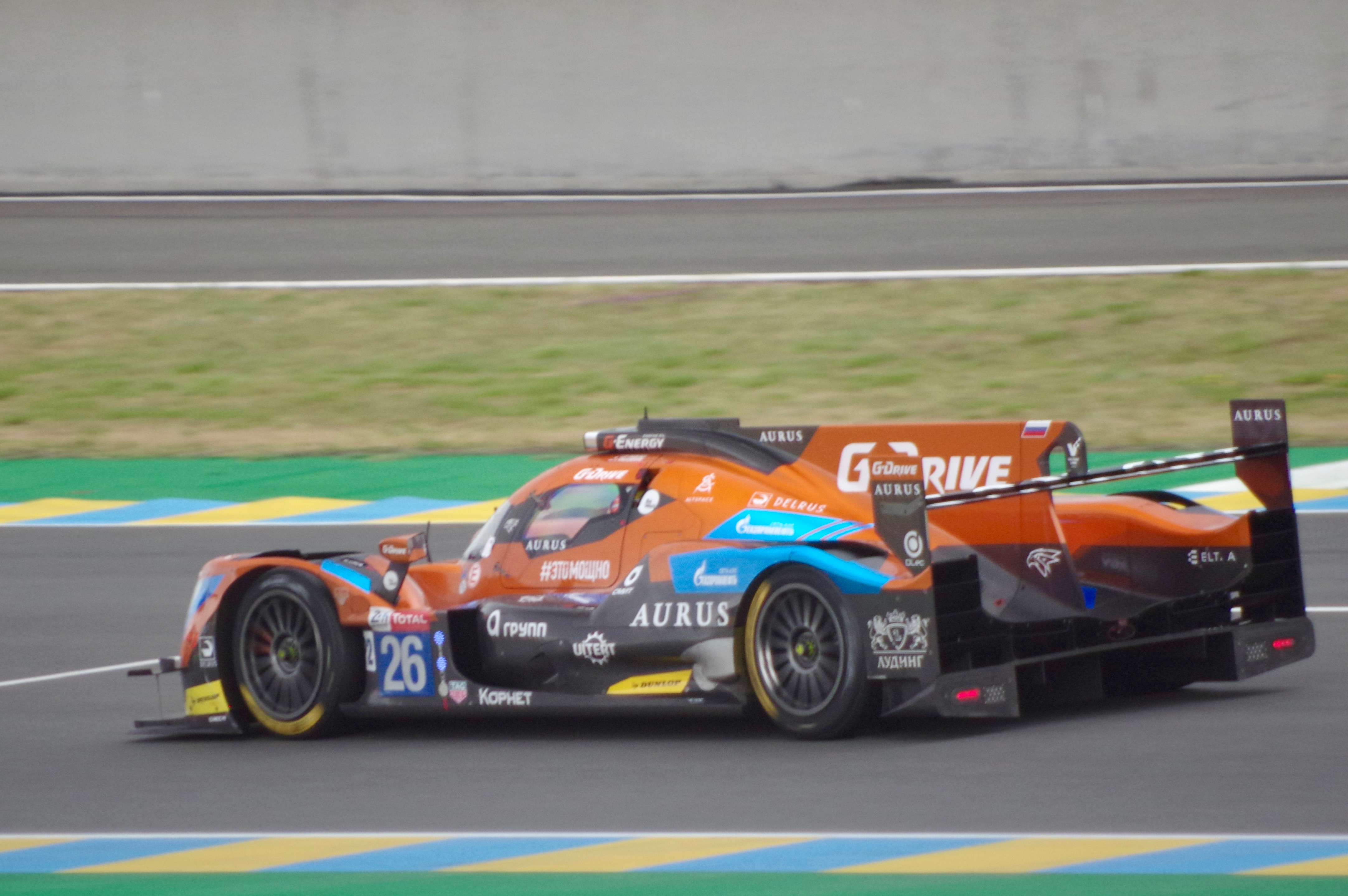
Aurus 01 en las 24 Horas de Le Mans de 2019

En marzo de 2019 en el Salón del Automóvil de Ginebra, Aurus exhibió el Senat en sus presentaciones sedán y limusina, dando una vista previa del futuro de las ventas de dichos modelos.
En las 24 Horas de Le Mans de 2019 entre el 15 y 16 de junio del mismo año, G-Drive Racing se asoció con Aurus y corrió con un Oreca 07 que renombraron como Auros 01. El equipo obtuvo el undécimo puesto en la carrera con un total de 364 vueltas.
En mayo de 2021, Sollers JSC inició la producción civil del automóvil presidencial Senat en la planta de Ford Sollers en Yelábuga, Tartaristán, donde se produce también el Ford Transit de especificaciones rusas. El modelo base comenzó a 18 millones de rublos (aproximadamente USD $243,000), mientras que el modelo de edición de lanzamiento tenía un precio de 22 millones de rublos (aproximadamente USD$297,000)

## Modelos

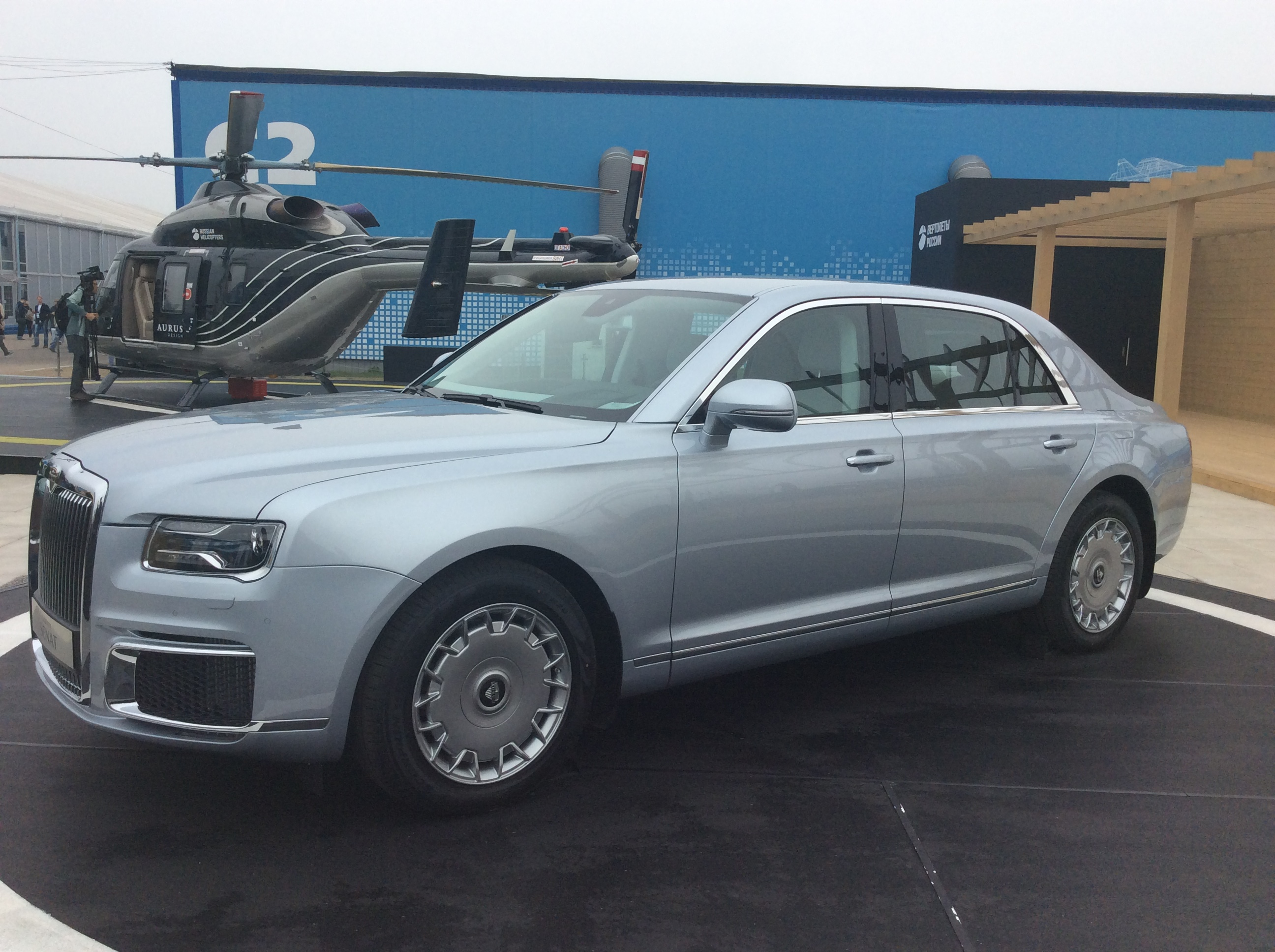
Aurus Senat en el Salón Internacional de Aviación y Espacio en Moscú, 2019.

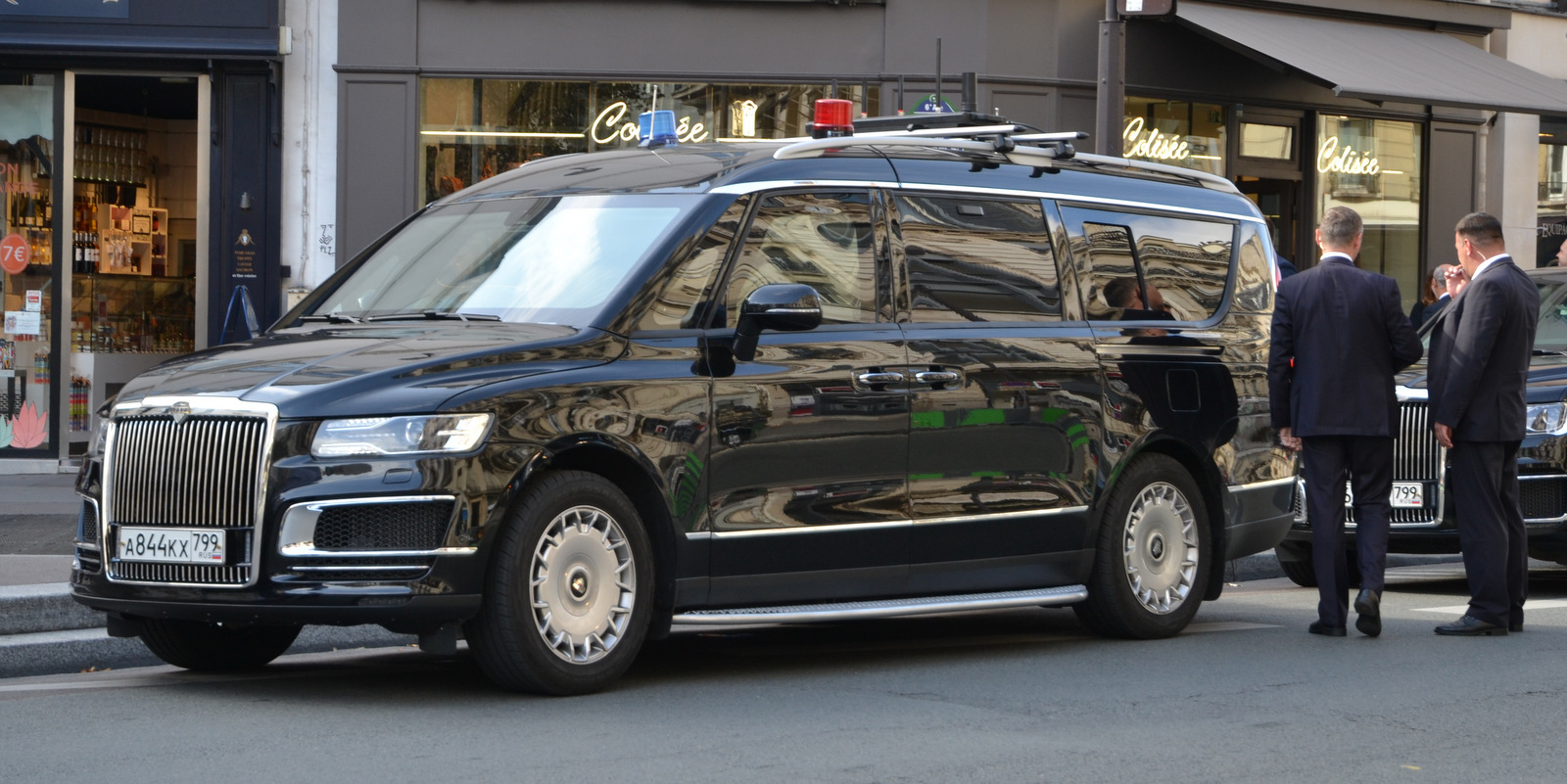
Aurus Arsenal en París, Francia

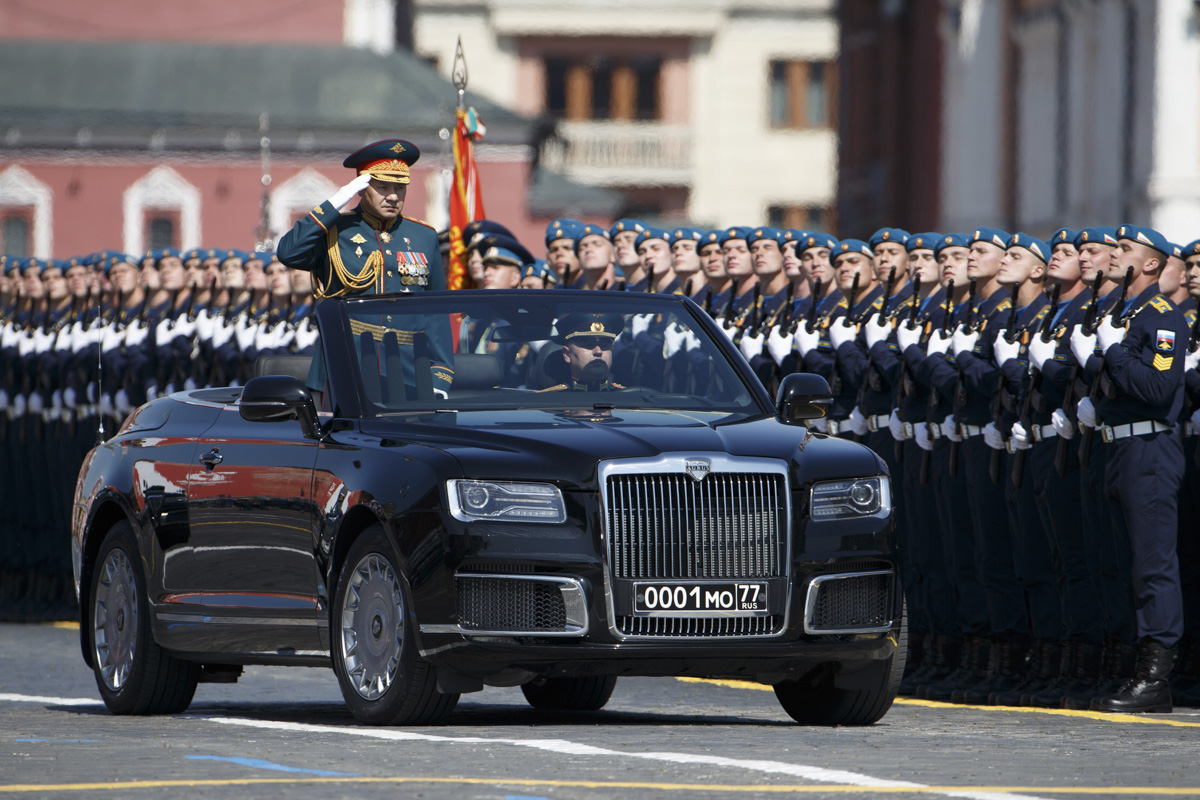
Aurus Senat Convertible desfilando en el Desfile del Día de Victoria de Moscú en 2020.

### Serie Kortezh
La línea Kortezh de Aurus es distribuida por NAMI y fabricada por Sollers.

#### Modelos civiles
- Senat (2021-presente), sedán lujoso de tamaño completo.[9][12]
- Senat Limusina (2021-presente), limusina blindada basada en el Senat sedán.[13]

#### Vehículos de caravana presidencial
- Aurus Arsenal - Furgoneta de pasajeros lujosa[14] (ruso: Аурус Арсенал)
- Senat - Sedán lujoso de tamaño completo (Аурус Сенат)
- Senat Convertible - Convertible lujoso[15] (Аурус Сенат Кабриолет)
- Senat limusina - Limusina blindada basada en el Senat sedán y el automóvil presidencial ruso[16] (Аурус Сенат Лимузин)
- Komendant (presentado en noviembre de 2022), SUV lujoso de tamaño completo[17][18] (Аурус Комендант)

#### Modelos planeados para el futuro
- Merlon (planificada para el 2023) -  Prototipo de motocicleta eléctrica[19] (Аурус Мерлон)

### Vehículos deportivos
- Aurus 01, prototipo de Le Mans hecho por el fabricante francés Oreca[8]